# 高振宇
高振宇（1964年—），江苏宜兴人，陶瓷艺术家。

## 生平
高振宇出生于紫砂陶艺世家，父亲高海庚、母亲周桂珍皆为紫砂名家。他于1982年进入宜兴紫砂工艺厂，师从紫砂大师顾景舟（高振宇父母也同为顾氏弟子），是顾氏晚年的关门弟子。1985年考入南京艺术学院工艺系陶瓷专业，1989年毕业。1990年赴日本，曾师从日本陶艺家辻清明、高桥纮。1991年，考入东京都武藏野美术大学工艺设计系陶瓷专业，导师加藤达美是日本陶艺大家加藤土師萌之子。1993年获硕士学位。回国后，任职于中国艺术研究院，创立陶瓷艺术创作研究室。2003年被聘为鲁迅美术学院客座教授。2004年任中国艺术研究院研究员。2005年受聘武藏野美术大学客座教授。

## 家庭
高振宇之妻徐徐亦出生于紫砂世家，是紫砂名家徐秀棠之女。两人同为顾景舟关门弟子，后又同赴日本求学。